# Varuträsk
Varuträsk är en småort i Skellefteå socken i Skellefteå kommun belägen öster om Varuträsket. 
Här finns också en för mineraloger välkänd pegmatitfyndighet, med bland annat ett flertal mycket sällsynta mineral. Norr om Varuträsk återfinns byn Heden.